# Fred Bedford
Fred Bedford (25 tháng 6 năm 1902 – 18 tháng 1 năm 1972) là một cầu thủ bóng đá người Anh thi đấu ở vị trí outside right cho Lancaster Town, Tranmere Rovers và Morecambe. Ông cũng thi đấu cho Bradford City, ký hợp đồng vào tháng 10 năm 1928 từ Morecambe; ông trở lại Morecambe vào tháng 8 năm 1929. Ông ghi được 8 bàn thắng trong 9 lần ra sân ở Football League cho Bradford City.